# Aces of the Pacific
Aces of the Pacific è un simulatore di volo per pc sviluppato dalla Dynamix e pubblicato dalla Sierra Entertainment nel 1992.
Ambientato nella Seconda guerra mondiale, ha avuto un sequel: Aces over Europe.